# Kajaja
Kajaja is een dorp in het district North-West in Botswana. De plaats telt 31 inwoners (2011).